# آلتو پلادو
التو پلادو (به اسپانیایی: Alto Pelado) یک منطقهٔ مسکونی در آرژانتین است که در ایالت سان لوئیز واقع شده‌است.

## خصوصیات
التو پلادو ۸۰۳ نفر جمعیت دارد و ۱۷۰ متر بالاتر از سطح دریا واقع شده‌است.